# Радзивилл, Мацей
Князь Мацей Радзивилл (10 ноября 1749 — 2 сентября 1800) — государственный деятель Великого княжества Литовского, подкоморий великий литовский (1786—1790), последний каштелян виленский (1790—1795), композитор и драматург.
Владел имениями на территории современных Литвы и Польша, в Белоруссии — Полонечкой, Крошиным и другими.

## Биография
Представитель несвижской линии богатейшего литовского княжеского рода Радзивиллов герба Трубы. Младший (второй) сын стражника польного литовского Леона Михаила Радзивилла (1722—1751) и Анны Людвики Мыцельской (1729—1771).
Получил домашнее образование в Несвиже, затем путешествовал по Европе, побывал в Дрездене, Гданьске, Карловых Варах и Праге.
С конца 1770-х годов Мацей Радзивилл сблизился с воеводой виленским Каролем Станиславом Радзивилом Пане Коханку. В 1780 году был избран послом на сейм. В 1786 году получил должность подкомория великого литовского, в 1790 году стал последнием каштеляном виленским.
Во время русско-польской войны (1792) каштелян виленский Мацей Радзивилл передал в распоряжение войска Великого княжества Литовского замки, арсеналы и радзивилловскую милицию, которыми он распоряжался как опекун малолетнего несвижского ордината Доминика Иеронима Радзивилла. За свои услуги получил благодарность от Четырёхлетнего сейма (1788—1792).

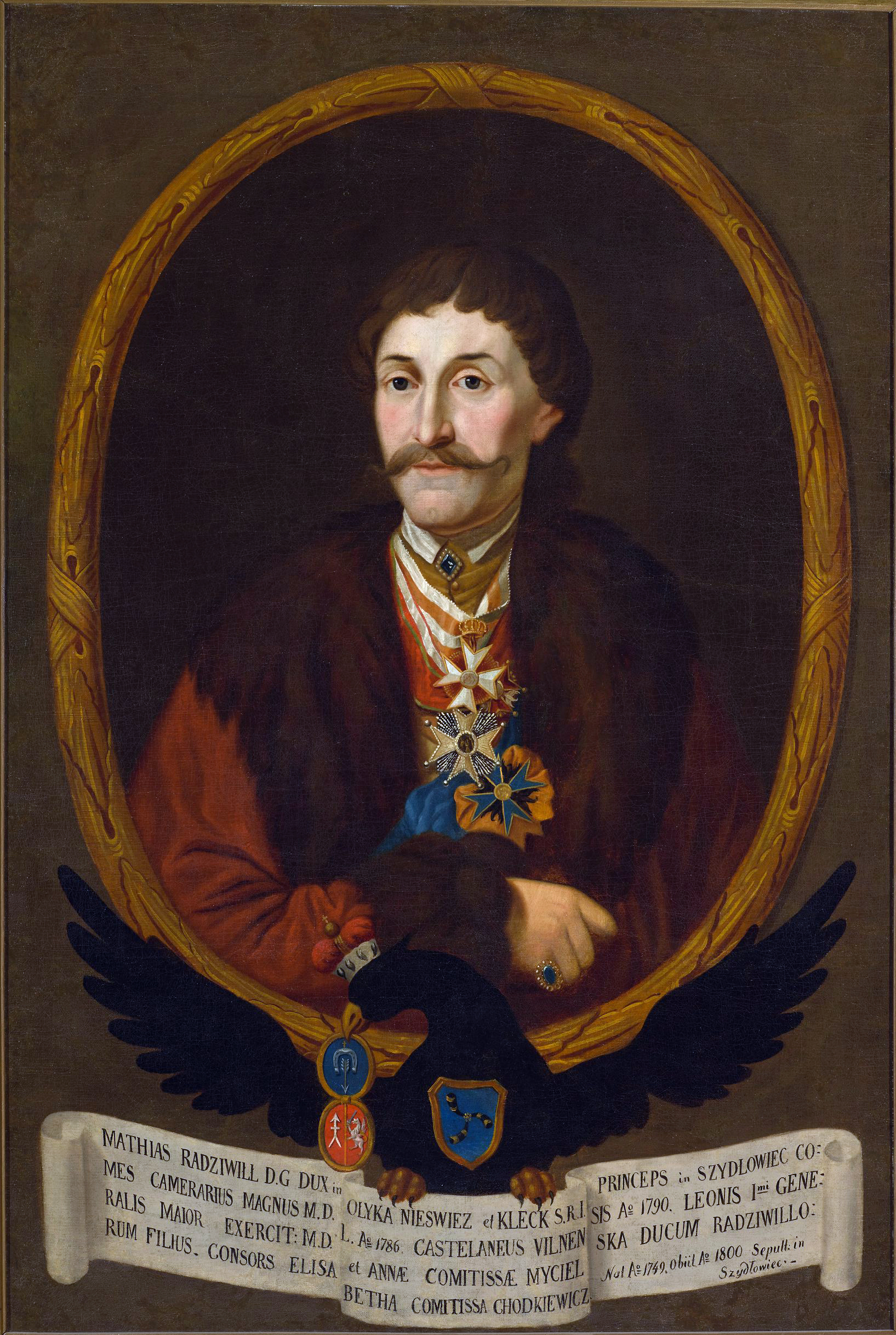
Мацей Радзивилл

В 1793 году Мацей Радзивилл вошёл в состав комиссии по полиции в Великом княжестве Литовском. Участвовал в подготовке восстания под руководством Тадеуша Костюшко (1794), был включён в состав Наивысшего литовского совета, организованного повстанцами в Вильне. Даровал личную свободу своим крестьянам, которые приняли участие в восстании. В октябре 1794 года, обеспокоенный радикализацией восстания, выехал в австрийскую Галицию.
За участие в восстании российские власти отобрали у Мацея Радзивилла право опеки над малолетним князем Домиником Радзивиллом. В конце жизни проживал в своём имении Полонечка (Новогрудское воеводство), которое не некоторое время стала культурной столицей края. В сентябре 1800 года 50-летний Мацей Радзивилл скончался в селении Добрут (Мазовецкое воеводство), но по его просьбе был похоронен в Шидловце. После смерти его имущество стало собственностью австрийского правительства и было распродано на аукционах. По отзыву современника, князь Мацей: 

Росту был малого, худой, голову брил и платье носил старопольское. Усы его были длинны и висели по старой моде. Лицо носило печать какой-то грусти, и хотя он не очень старался приобрести сторонников, тем не менее пользовался всеобщей доверенностью за свое благородство и честность.

## Творчество
В качестве драматурга Мацей Радзивилл дебютировал в 1784 году, когда перед приездом короля польского Станислава Августа Понятовского поставил в Несвиже оперу «Агатка, или Приезд пана» (либретто М. Радзивилла, музыка Я. Д. Голанда). Позднее опера ставилась в Варшаве, Люблине, Вильне и Львове. С 1799 года эта опера исполнялась в двухактовой версии под названием «Хороший пан — отец для подданных» и пользовалась популярностью до конца 1820-х годов. В опере поэтизировался простой народ, заявлялось о необходимости облегчить крестьянскую долю и указывалось, что тяжёлая крестьянская работа является основой всеобщего благосостояния.
В 1786 году на именины Кароля Станислава Радзивилла в Альбе под Несвижем была поставлена опера «Войт альбанского селения» (либретто и музыка М. Радзивилла), где осуждалось жестокое обращение с крестьянами.

Другие музыкальные произведения Мацея Радзивилла — Дивертисмент Ре мажор, Серенада Си-бемоль мажор, шесть полонезов для оркестра, Полонез До мажор для клавесина, Соната Соль мажор для скрипки и клавесина. Кроме того, писал стихи.

## Семья и дети
В сентябре 1787 года женился на Эльжбете Ходкевич (1769—1821), младшей дочери старосты генерального жемайтского Яна Николая Ходкевича (1738—1781) и Людвики Ржевуской (1744—1816). По отзыву современника, собой была не хороша, даже немного калека (горбата), но её доброта и милый ласковый голос возбуждали в ней всеобщее сочувствие. Дети:
- Антонина Людовика (1790—1851), жена князя Станислава Казимира Гедройца (1786/1788-1851)
- Константин Николай Станислав Юлий Франтишек (1793—1869), польский аристократ, граф на Шидловце с 1800 года.